# Sibel Özkan
Sibel Özkan o Sibel Özkan Konak (Afyonkarahisar, 3 de març de 1988) és una aixecadora turca, guanyadora d'una medalla d'argent als Jocs Olímpics d'estiu de 2008. El 2016 va ser campiona, obtenint dues medallas d'or i una d'argent en el Campionat d'Europa realitzat a la ciutat de Forde a Noruega.
El 2016 el Comitè Olímpic Internacional va sol·licitar-li el retorn de la medalla de plata que havia guanyat als Jocs Olímpics d'Estiu de 2008 a Pequín, Xina, perquè no va repetir el test antidopatge per utilitzar stanozolol.